# Onthophagus ngottoensis
Onthophagus ngottoensis là một loài bọ cánh cứng trong họ Bọ hung (Scarabaeidae).